# خرارد فلدسخولتن
خرارد فلدسخولتن (هلندی: Gerard Veldscholten؛ زادهٔ ۱۹ اوت ۱۹۵۹) دوچرخه‌سوار اهل هلند است.